# Palazzo Arnaldi Tretti
Il Palazzo Arnaldi Tretti ora Piccoli è un edificio dell'ultimo quarto del XV secolo, sito in contrà Pasini 16 a Vicenza.

## Storia
Testimoniata la presenza di Lorenzo da Bologna

## Descrizione
Presenta una raffinata facciata rinascimentale con portone in marmo rosso, rivestimento a losanghe e modanature in pietra rossa di Nanto.

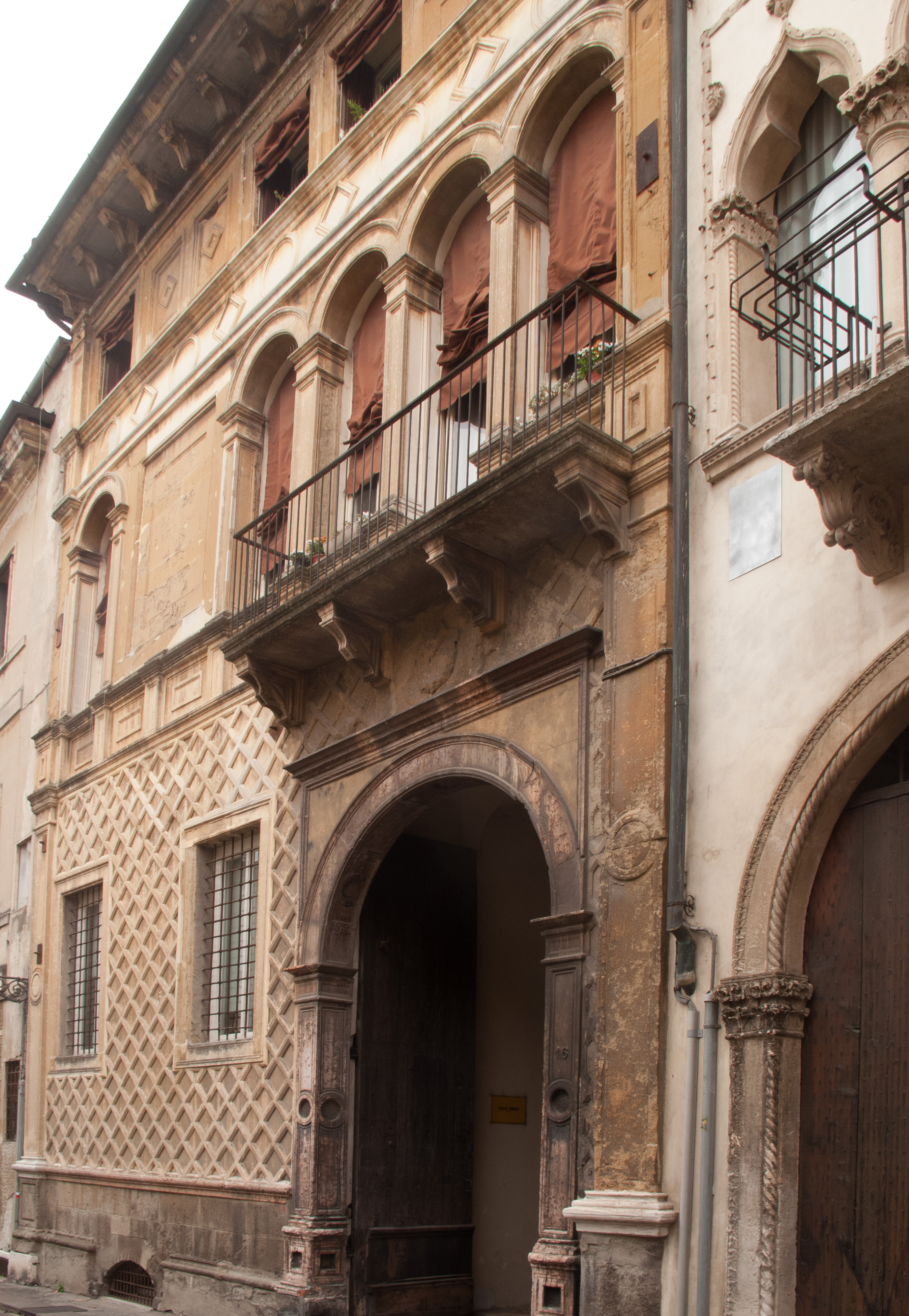
Palazzo Arnaldi Tretti
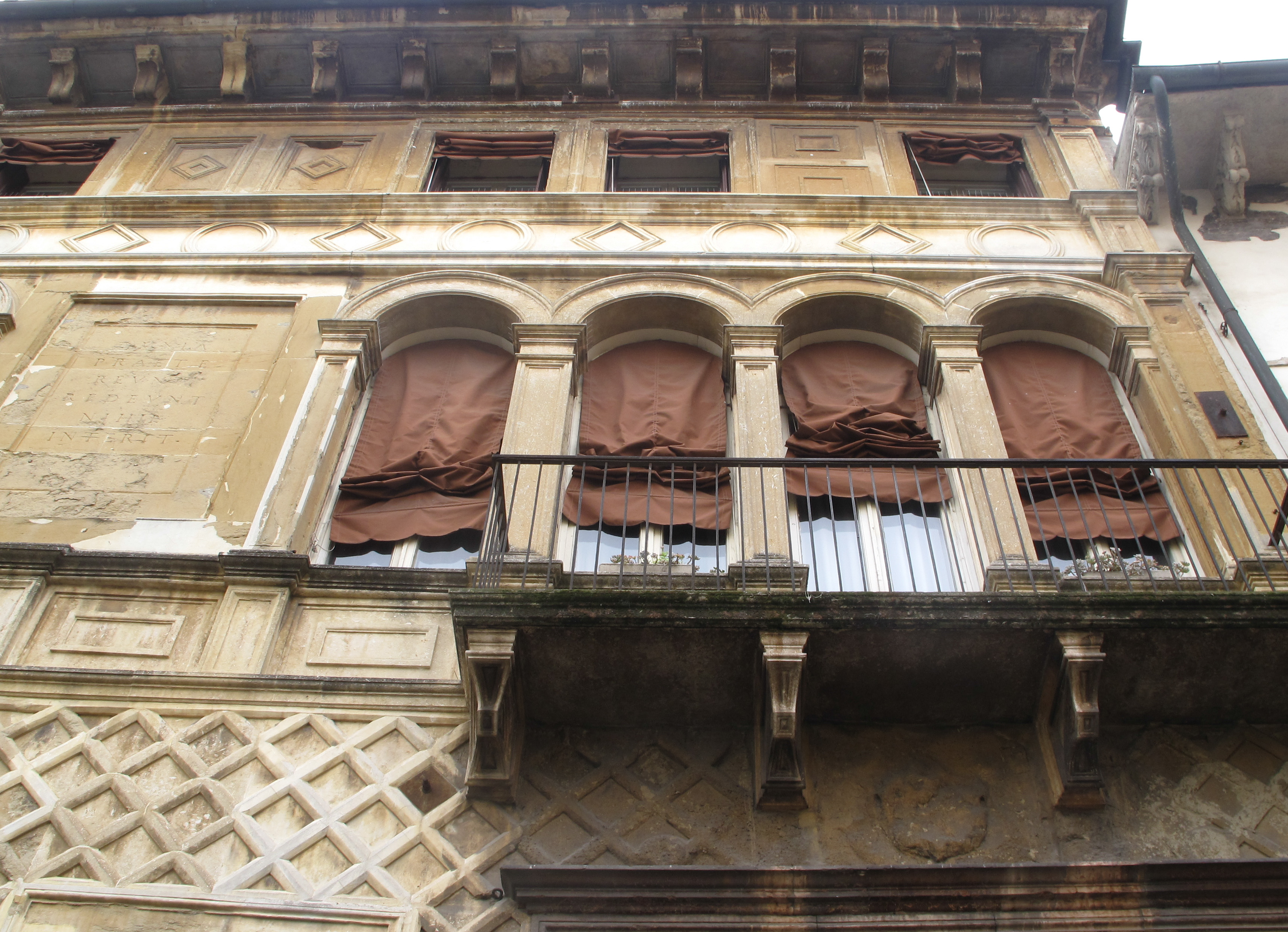
Facciata
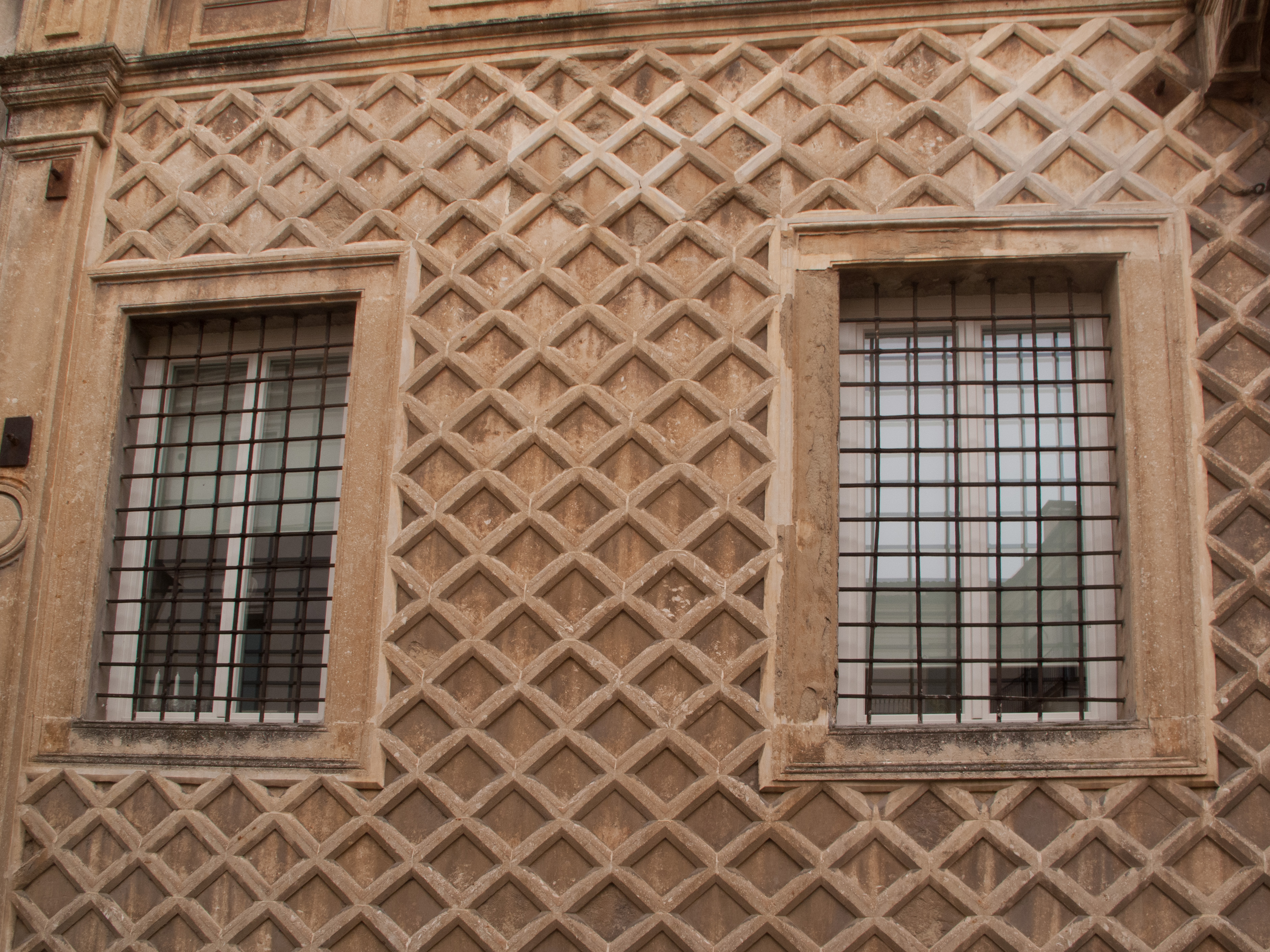
Decorazione della facciata
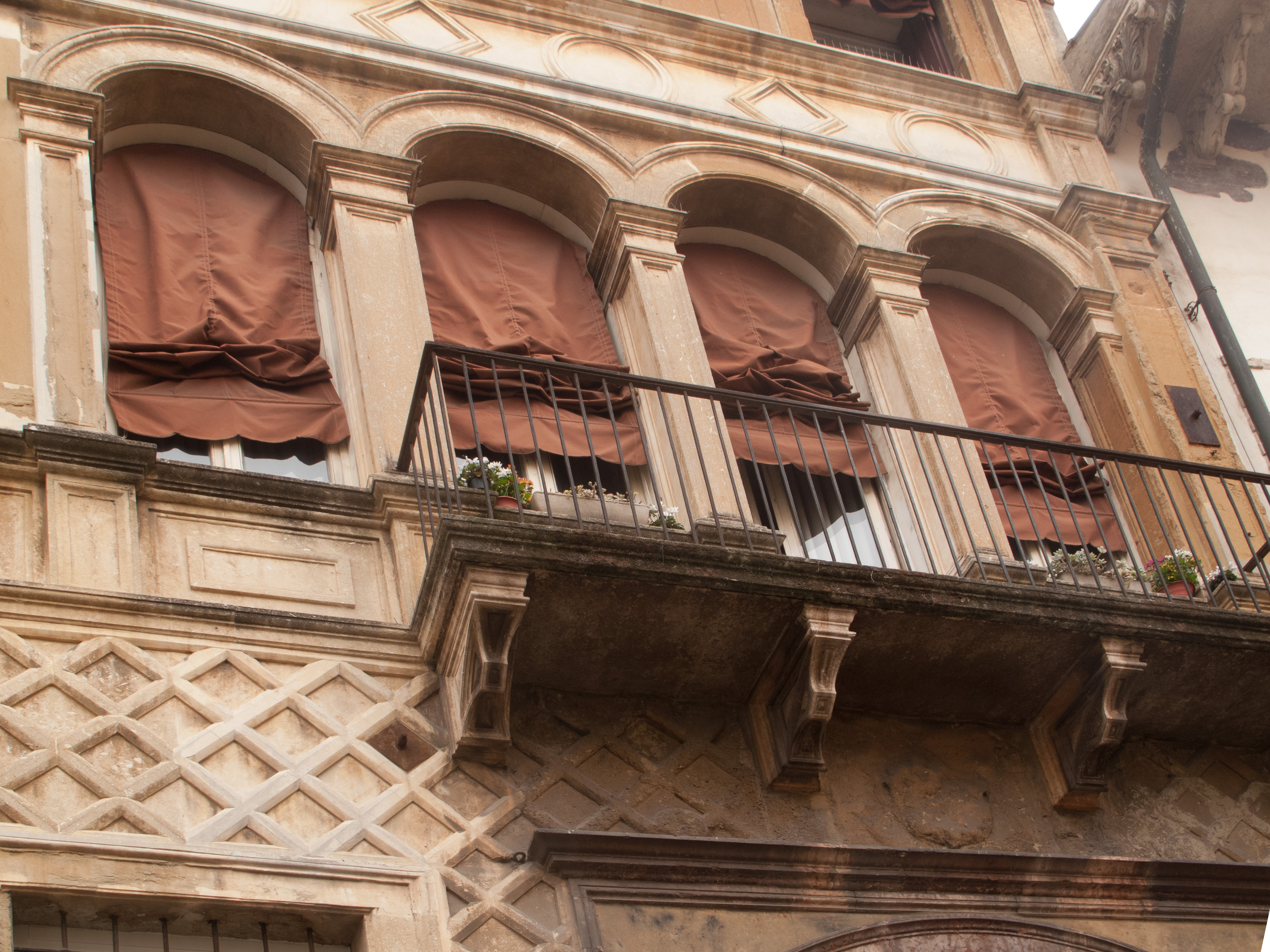
Quadrifora

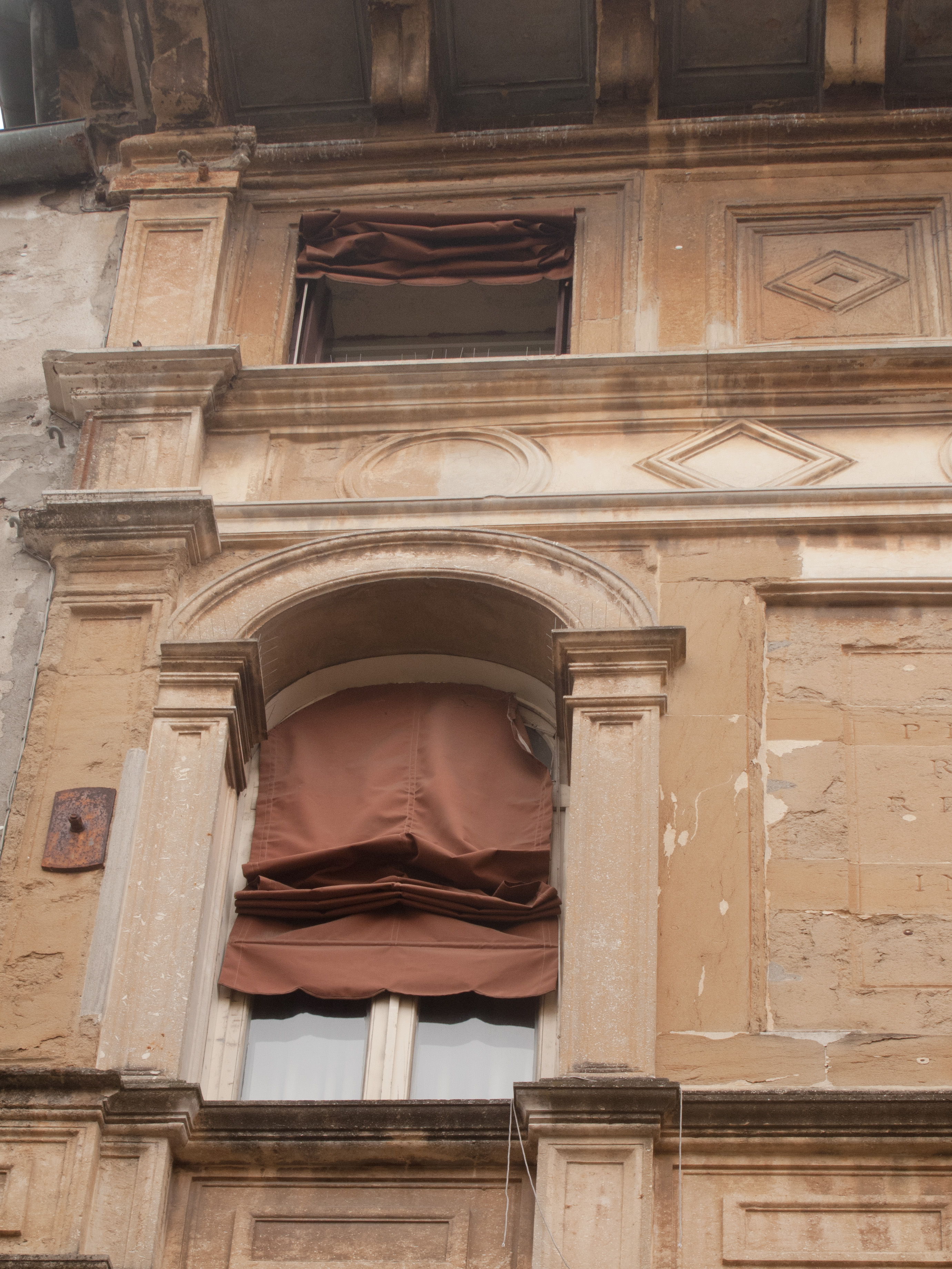
Monofora
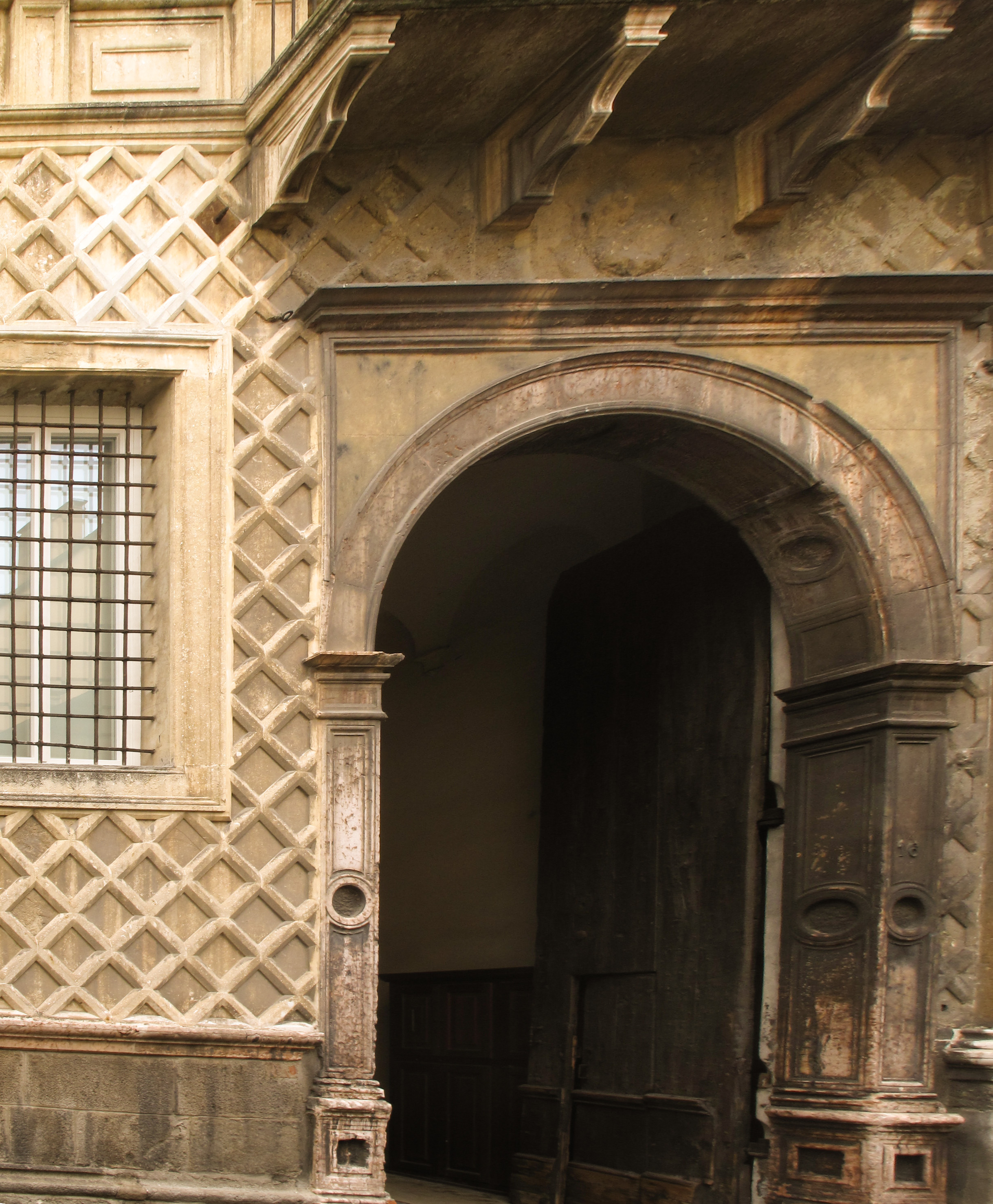
Portone
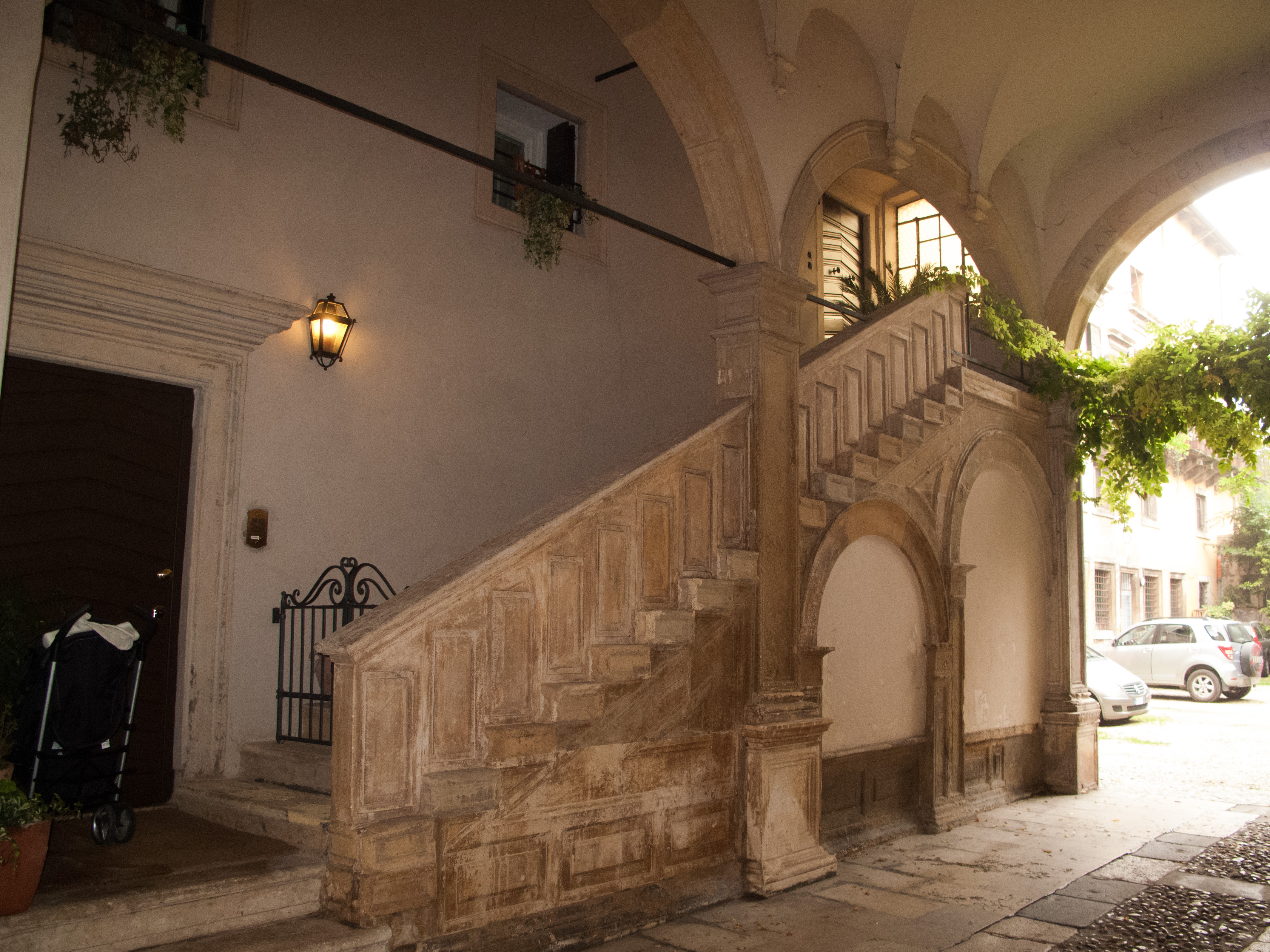
Scalone nell'atrio
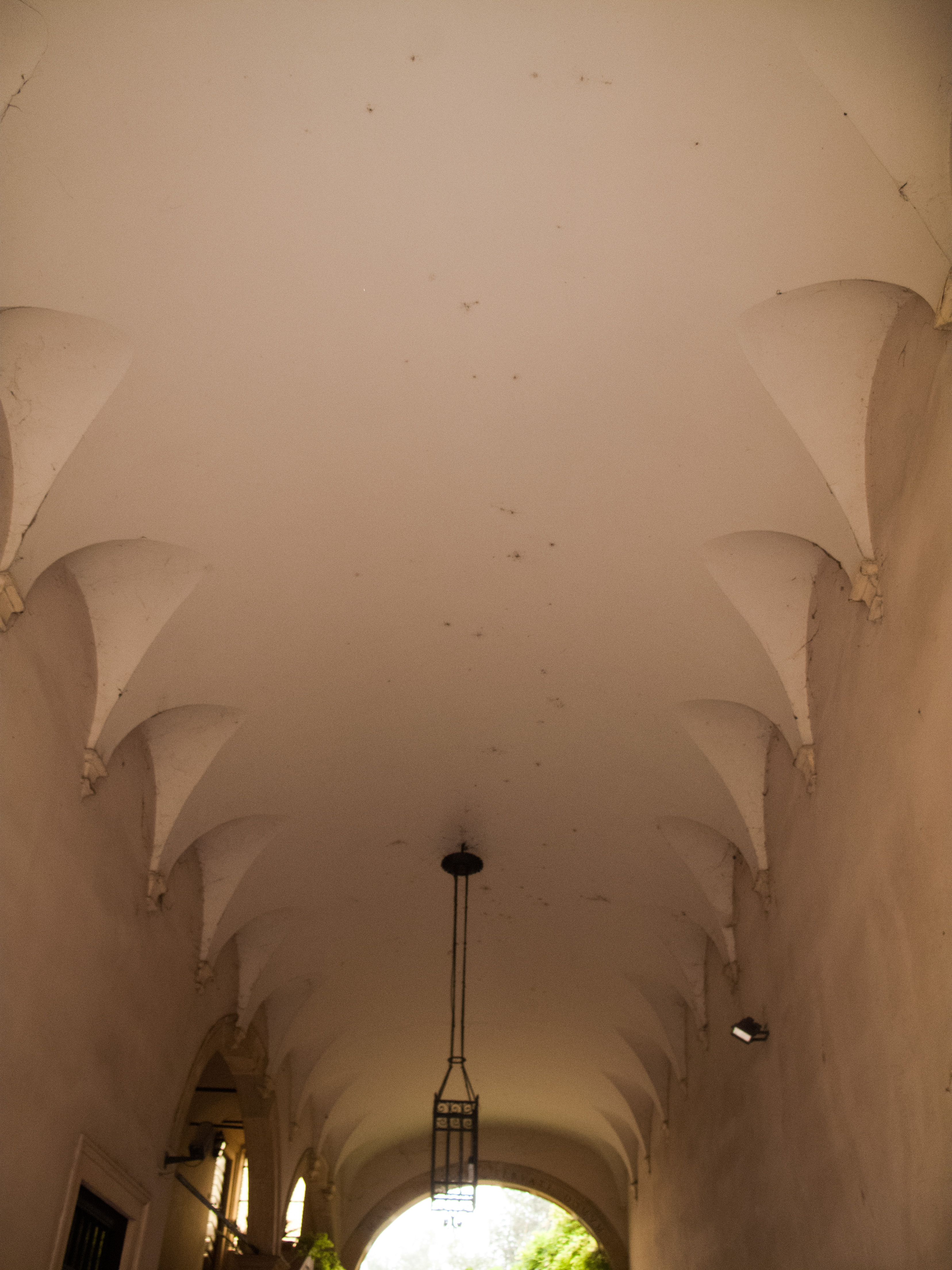
Volta a botte dell'atrio